# Динотопія

Обкладинка першої книги серії

«Диното́пія» (англ. Dinotopia) — серія фантастичних творів американського ілюстратора та письменника Джеймса Ґарні. Започаткована ілюстраціями, була продовжена низкою романів, які описують утопічну країну на прихованому від решти світу острові, де люди живуть поряд із мислячими динозаврами. Перша книга «Динотопія: Земля за межею часу» була опублікована в 1992 році, здобувши світову популярність, і зі своїм продовженням виграла премію «Г'юго» в номінації «Найкраща оригінальна мистецька робота».

## Світ Динотопії
Динотопія — це країна, розташована біля берегів Азії, де люди живуть в гармонії з природою, зокрема з уцілілими розумними динозаврами. Вона складається з великого острова, оточеного дрібними островами, під якими розташовані обширні печери. Саме в цих печерах динозаври пережили вимирання наприкінці Мезозойської ери. Території населяють також інші вимерлі в решті світу тварини, такі як мамонти чи смілодони. Перші люди прибули на острів за 4000 років до н. е., започаткувавши власні держави та союзи племен, які з часом об'єдналися в Динотопію.
Культура Динотопії постала як змішання культур різних регіонів та епох. Переважно люди потрапляли на острів через аварії кораблів та були змушені діяти спільно, щоб вижити. Тому там виникла культура, заснована на альтруїзмі та поміркованості. В давнину в Динотопії існували високі технології, проте від них відмовилися, позаяк це завдавало шкоди як природі, так і людям. Використовуються тільки порівняно прості механізми, такі як підйомники, вітряки, годинники. Стосунки між людьми та динозаврами засновані на взаємовигідному співіснуванні. Люди виготовляють різноманітні знаряддя, будують споруди, чого не можуть рептилії, натомість динозаври перевозять вантажі, приводять в рух механізми. Кожна професія в Динотопії пов'язана з гордістю за свої вміння, тому ні люди, ні динозаври, не роблять нічого з примусу. В цій країні немає грошей, вся торгівля здійснюється бартерним обміном. Також не використовується зброя, проте від хижих динозаврів міста і села захищають особливі «сонячні камені». Ці камені вбирають сонячне світло і поступово віддають його, замінюючи електричне освітлення. Люди не споживають м'яса, яєць та молока. В Динотопії користуються особливим алфавітом, за основу літер якого взято сліди лап динозаврів.

## Романи
- «Динотопія: Земля за межею часу» (англ. Dinotopia: A Land Apart from Time, 1992) — поданий як журнал американського дослідника Артура Денісона, котрий, після того як овдовів, у 1862 році разом із сином Віллом потрапив у шторм та опинився в Динотопії. Автор зазначає, що начебто знайшов цей журнал у торговців під час подорожі до Азії. Роман оповідає як Артур і Вілл познайомилися з жителями Динотопії та вирушили в подорож островом, супроводжуючи текст численними ілюстраціями.
- «Динотопія: Підземний світ» (англ. Dinotopia: The World Beneath, 1995) — продовжує опис Динотопії та детальніше зображає життя Артура й Вілла. Вони знайомляться з чоловіком Лі Креббом, який прагне втекти з Динотопії, та приєднуються до його пошуків шляху з острова. Мандрівники спускаються в Підземний світ, де дізнаються минуле Динотопії. Кребб тікає, лишивши Артура та Вілла напризволяще, ті рятуються, проте журнал губиться і його знаходять моряки біля берегів Азії. Однак, Артур з Віллом розуміють, що знайшли новий дім у Динотопії, а Кребба схоплюють і беруть під варту.
- «Динотопія: Перший політ» (англ. Dinotopia: First Flight, 1999) — описує заснування організації скайбаксів — наїздників на птерозаврах, яке відбулося в давні часи Динотопії.
- «Динотопія: Подорож до Чандари» (англ. Dinotopia: Journey to Chandara, 2007) — Артур і протоцератопс Бікс отримують запрошення прийти в ізольоване від решти Динотопії місто Чандара від її правителя Г'юго Хана. Проте Кребб тікає з-під варти і викрадає запрошення, щоб сховатися в Чандарі. Артур вирушає навздогін, викриває самозванця та допомагає Чандарі відкритися решті острова.

Також з дозволу автора інші письменники створили низку оповідань.

## Адаптації

### Телебачення
- «Динотопія» (англ. Dinotopia, 2002) — мінісеріал[1].
- «Динотопія» (англ. Dinotopia, 2002) — серіал, продовження мінісеріалу[2].

### Фільми
- «Динотопія: Пошуки рубінового сонячного каменя» (англ. Dinotopia: Quest for the Ruby Sunstone, 2005) — анімаційний фільм[3].

### Відеоігри
- Dinotopia: Living the Adventure (Windows, 1995)[4]
- Dinotopia Game Land Activity Center (Windows/Mac, 2002)[5]
- Dinotopia: The Timestone Pirates (Game Boy Advance, 2002)[6]
- Dinotopia: The Sunstone Odyssey (GameCube/Xbox, 2003)[7]

## Історія створення
Джеймс Ґарні з дитинства захоплювався малюванням, а навчаючись у коледжі, зацікавився археологією та палеонтологією. Він особисто брав участь в деяких розкопках і малював реконструкції доісторичних істот на основі знайдених решток. Після коледжу Джеймс вивчав образотворче мистецтво та вирішив заробляти на життя у сфері анімації, малюючи фони. Його найбільшим доробком на той час стали фони для анімаційного фільму «Вогонь і лід» (1983) Ральфа Бакши. На роботі він познайомився з відомим художником-фантастом Френком Фразеттою та під його впливом сам зайнявся ілюструванням фантастичних творів. У 1987 журнал «National Geographic» відрядив Джеймса Ґарні в подорож до Риму, Афін та Єрусалиму, щоб створити серію ілюстрацій. Під враженням від подорожі митець намалював для себе кілька фантастичних картин. В цей час він звернув увагу, що уявлення про динозаврів змінюються від незграбних лускатих ящерів до граційних істот, схожих на сучасних тварин. В результаті було задумано картину «Парад динозаврів», де люди та динозаври ідуть у спільній процесії містом з романською архітектурою. Брат Джеймса, Ден, запропонував зобразити динозаврів не просто як звірів, а як домашніх тварин. «Парад динозаврів» та раніші картини в 1989 році було представлено на конвенті «World Science Fiction». Їх побачили палеонтолог Майкл Бретт-Сурмен і видавець Ян Беллантин. Майкл також захоплювався фантастикою і запросив Джеймса до співпраці: він надаватиме консультації, а Джеймс малюватиме на його замовлення картини. Ян Беллантин, прибічник популяризації фентезі серед дорослих, схвалював починання та запропонував видати ілюстровану книгу, в якій описувалося б життя людей поряд з динозаврами.
Пропозиція спонукала Джеймса Ґарні об'єднати накопичені ідеї в рамках одного вигаданого світу. З-поміж різних назв автор обрав для нього Динотопію як поєднання слів «динозавр» і «утопія». Намагаючись дотримуватися науково точного зображення вигляду динозаврів, Ґарні наділив цих істот фантастичними розумом і мовою. Знахідки в той час слідів динозаврів наштовхнули його на ідею особливого алфавіту Динотопії. Автор зосередився на зображенні побуту Динотопії, щоб показати гармонію її суспільства, не вдаючись у завідомо спірні деталі політики та релігії. Джерелами натхнення слугували «Мандри Гуллівера», «Аліса в Країні див» і «Чарівник країни Оз». Часом дії автор обрав XIX століття як час, коли було відкрито більшість описаних в книзі істот. Більшість ілюстрацій було виконано олівцем та аквареллю з використанням попередніх макетів місць та динозаврів. Книга вийшла друком у 1992 році.
У 2002 році «Землю за межею часу» було перевидано з додатковими 32 сторінками, на яких містилися нові ілюстрації та історія створення роману.